# 杨磊 (1993年)
杨磊（1993年1月9日—），是一名中国足球运动员，现在由贵州人和租借到中国足球乙级联赛球队陕西老城根，司职中场。

## 俱乐部生涯
2011年，杨磊被租借到西安老城根参加2011年中国足球乙级联赛，他在2011赛季出场12次。2012年，他被主教练高洪波提升到贵州人和一线队。7月4日，杨磊在2012年中国足协杯第三轮贵州人和主场对阵广东日之泉的比赛中首发出场，第一次代表一线队亮相。 2012赛季，他在联赛没有出场，足协杯首发出场2次，跟随贵州人和获得联赛第四名和足协杯亚军的成绩，并历史上首次获得亚足联冠军联赛的参赛资格。2013年，杨磊再次租借到陕西老城根一年。